# Jonglierball

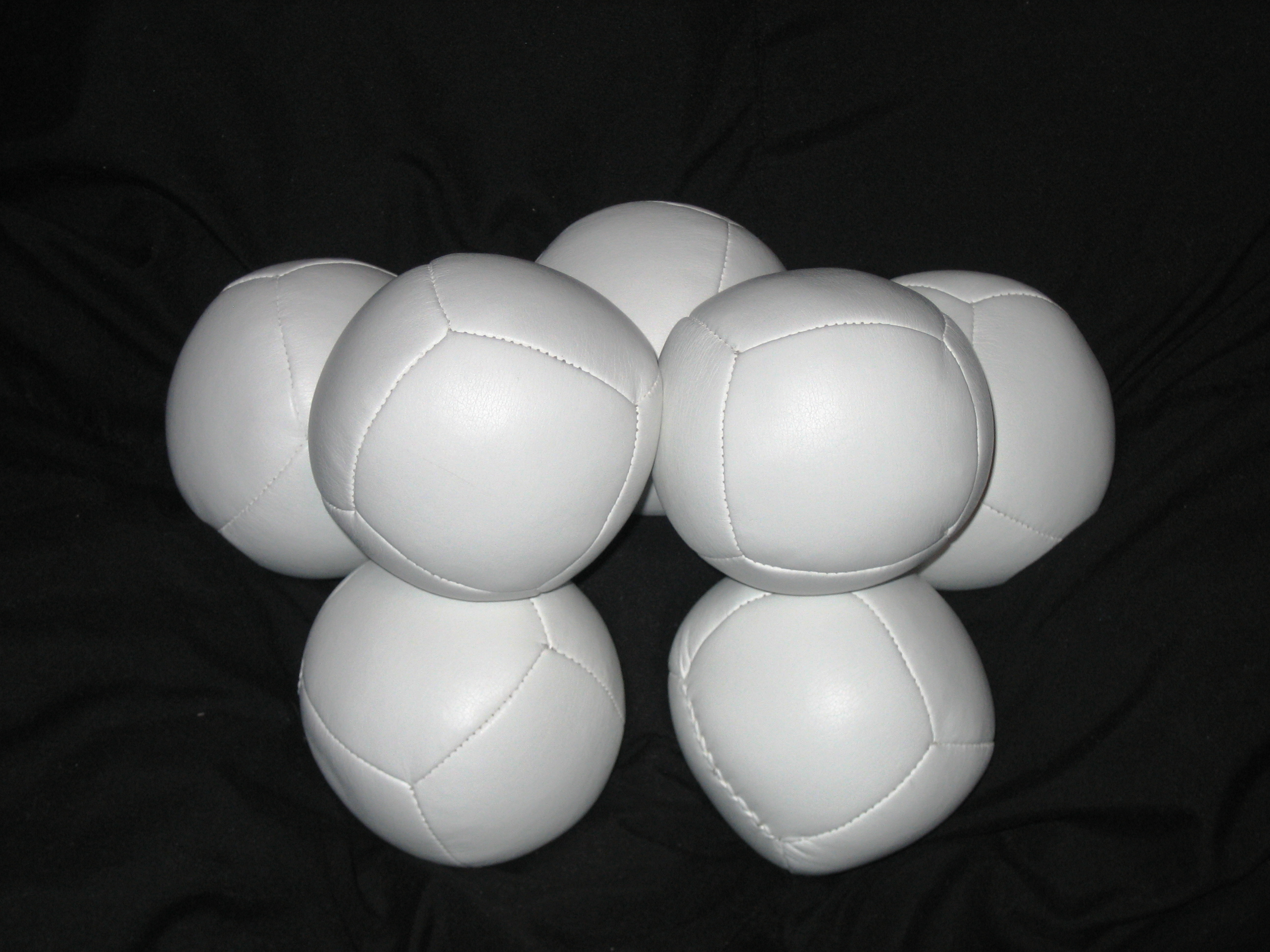
Beanbags

Ein Jonglierball dient dem Jonglieren, obwohl dies grundsätzlich mit fast allen Gegenständen, vom rohen Ei bis zum Medizinball, möglich ist. Unter den traditionellen Jonglierbällen unterscheidet man drei Arten: Beanbags, Stage Balls und Bounceballs. Darüber hinaus finden sich neuere hybride Bälle auf Silikonbasis auf dem Markt.

## Beanbag
Für Anfänger und zum Einüben neuer Tricks eignet sich der so genannte Beanbag (Bohnensack). Er besteht aus einer Hülle aus Stoff, elastischem Kunststoff oder Leder, die prall mit einem Granulat, beispielsweise Hirse, befüllt ist. Er wiegt zwischen 85 und 150 Gramm. Der Beanbag ist sehr leicht zu fangen und bleibt liegen, wenn er auf den Boden fällt.

## Stage Ball

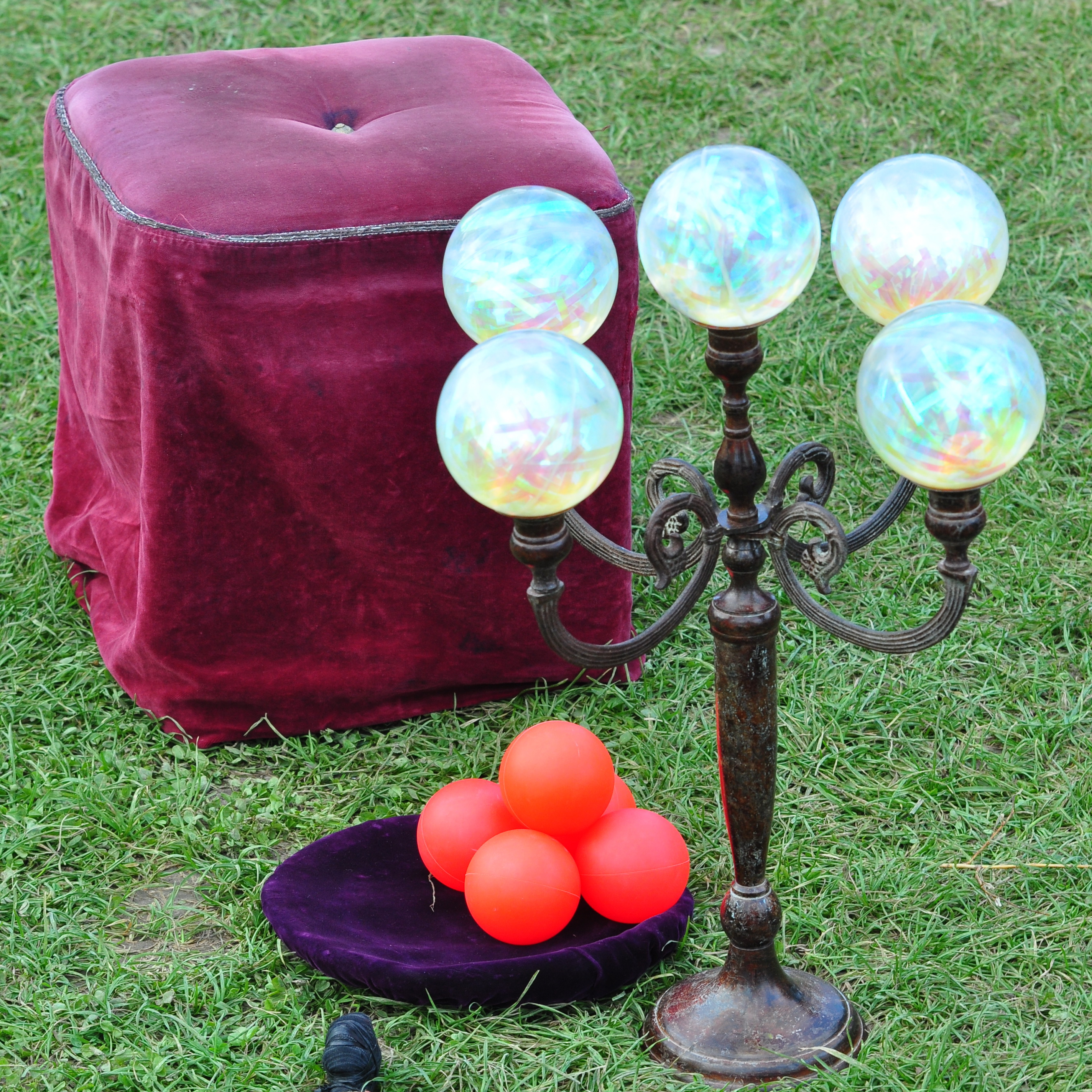
Stage Balls bei einer Show im Freien

Für Auftritte bevorzugen Jongleure meist sogenannte Stage Balls. Sie haben entweder eine Kunststoffhülle, die ebenfalls mit Granulat befüllt ist, oder bestehen komplett aus Kunststoff. Der Stageball ist nicht so leicht verformbar wie der Beanbag und daher für Anfänger ungeeignet. Dafür zeichnet er sich aber durch eine sehr stabile Flugbahn aus. Er ist meist größer und schwerer als ein Beanbag und eignet sich deshalb besser für Publikumsjonglagen, weil man ihn auch in der letzten Reihe sieht. Stageballs sind meist in knalligen Farben, kontrastierend zum Hintergrund. Üblicherweise sind sie im Gegensatz zu Beanbags einfarbig. Dadurch wird die Drehung vom Zuschauer nicht wahrgenommen.
Eine neuere Variante der Stage Balls sind etwa die Glowballs. Sie besitzen eine interne Elektronik mit Leuchtdioden, über die verschiedene Farbvarianten eingestellt werden können. Die Glowballs leuchten von innen heraus, was der Jonglage einen mystischen Anstrich verleihen soll. Die Betriebsdauer wird mit bis zu 20 Stunden angegeben, sie besitzen interne Batterien, die ausgetauscht werden können.

## Bounceball
Der Bounceball ähnelt optisch dem Stageball, er springt jedoch, wenn man ihn fallen lässt. Er wird für sogenanntes Bouncen oder Dotzen, also Aufspringen auf dem Boden verwendet. Für Anfänger ist er ungeeignet, da ein versehentlich herabfallender Ball unkontrolliert herumspringt. Bouncebälle sind meist größere Versionen der Gummibälle, springen jedoch viel besser (bis zu 90 % der Fallhöhe).

## Hybride Neuentwicklungen
Neuere hybride Jonglierbälle, die die Nachgiebigkeit von Beanbags mit der Formstabilität und stabileren Flugbahn von Stage Balls vereinen, sind mittlerweile weit verbreitet. Meist sind sie aus Silikon gefertigt, mit rieselnder oder speziell entwickelter flüssiger Füllung, die nicht im Ball schwappt, gibt es sie in mehr oder weniger weichen Varianten unterschiedlicher Machart mit den Typbezeichnungen DX, MMX, Sil-X, Russian Balls und Bubble Balls. Sie sind meist auch zur selbständigen Befüllung geeignet.